# Gualter von Greiggenschildt
Gualter von Greiggenschildt, tidigare Greigh, född 1 maj 1622 i Wolgast, död 18 februari 1697, var en svensk ämbetsman.

## Biografi
Gualter von Greiggenschildt föddes 1622 i Wolgast. Han var son till handlanden Johan Greigh och Hedvig Fischer. von Greiggenschildt blev 1654 juris licentiat i Greifswald och kalldes 1655 till extra ordinarie juris professor i Greifswald, av riksrådet, greve Johan Oxenstierna. Han blev 1659 generalauditör vid svenska armén i Tyskland och till direktör i Krigskonsistoriet av generalguvernören i Pommern greve Karl Gustaf Wrangel. von Greiggenschildt blev 1669 assessor i Pommerska hovrätten och 1683 direktör vid Pommerska hovrätten. Han adlades 3 mars 1683 till von Greiggenschildt. Von Greiggenschildt avled 1697 och begravdes i Greifswald.

### Familj
von Greiggenschildt gifte sig första gången 1656 med Maria Margareta Hartman (död 1656). De fick tillsammans barnen Anna Margareta Greigh (1656–1656) och Maria Hedvig Greigh (1656–1658).
von Greiggenschildt gifte sig andra gången med Anna Gerdes. De fick tillsammans en dotter som var gift med Johan Jusqvin von Gosen.
von Greiggenschildt gifte sig tredje gången med Ilsabe de Bruyn, dotter till faktorn Anton de Bruyn i Sverige. De fick tillsammans två söner som avled unga, en kaptenlöjtnant i Stralsund, majoren Johan Gualter von Greiggenschildt i Pommern, fänriken Otto Vilhelm von Greiggenschildt i Stralsund, tre döttrar som avled i ung ålder, Katarina Elisabet von Greiggenschildt (död 1709) som var gift med direktören Johan Christian von Hartmansdorff i Pommerska hovrätten och Anna Sofia von Greiggenschildt.